# Nemoossis
Nemoossis, monotipski rod riba smješten u porodicu Albulidae. Jedina je vrsta N. belloci, morska riba iz istočnog Atlantika, od Senegala do zapadne obale Južnoafričke Republike.
Naraste do 40 cm. Zadržava se uz dno gdje se hrani sitnim račićima, kopepodima i mnogočetinašima (Polychaeta). Komercijalno nije značaja.